# Harry Jacobs
Pour les articles homonymes, voir Jacobs.
Harry Jacobs (? - ?) fut un ancien tireur à la corde américain. Il a participé aux Jeux olympiques de 1904 et remporta la médaille de bronze avec l'équipe américaine St. Louis Southwest Turnverein №2.